# Élections législatives de 1910 dans la Mayenne
Les élections législatives françaises de 1910 se déroulent les 24 avril et 8 mai 1910. Dans le département de la Mayenne, cinq députés sont à élire dans le cadre de cinq circonscriptions.

## Élus
| Identité                       | Parti | Parti                                                  |
| ------------------------------ | ----- | ------------------------------------------------------ |
| Maurice Dutreil                |       | Libéral-Action libérale populaire                      |
| Christian de Villebois-Mareuil |       | Libéral-Groupe des droites                             |
| Urbain de Hercé                |       | Conservateur-Groupe des droites                        |
| Jean Chaulin-Servinière        |       | Radical-Gauche radicale                                |
| Victor Boissel                 |       | Alliance républicaine démocratique-Gauche Démocratique |

## Résultats

### Résultats à l'échelle du département
| Parti          | Parti             | Premier tour | Premier tour | Second tour | Second tour | Sièges |
| Parti          | Parti             | Voix         | %            | Voix        | %           | Sièges |
| -------------- | ----------------- | ------------ | ------------ | ----------- | ----------- | ------ |
|                | Radicaux          | 16 017       |              |             |             | 1      |
|                | Gauche radicale   | 16 017       |              |             |             | 1      |
|                |                   |              |              |             |             |        |
|                | ALP               | 27 006       |              |             |             | 2      |
|                | Conservateur      | 15 255       |              |             |             | 1      |
|                | ARD               | 8 253        |              | -           | -           | 1      |
|                | Centre et Droite  | 50 514       |              |             |             | 4      |
|                |                   |              |              |             |             |        |
|                | SFIO              | 0            |              |             |             | 0      |
|                | Gauche socialiste | 0            |              |             |             | 0      |
|                |                   |              |              |             |             |        |
|                | Divers            | 0            |              | -           | -           | 0      |
|                |                   |              |              |             |             |        |
| Inscrits       |                   |              |              |             |             |        |
| Abstentions    |                   |              |              |             |             |        |
| Votants        |                   |              |              |             |             |        |
| Blancs et nuls |                   |              |              |             |             |        |
| Exprimés       |                   |              |              |             |             |        |

## Résultats par arrondissement

### Arrondissement de Château-Gontier
| Candidats      | Candidats                        | Étiquette      | Premier tour | Premier tour | Deuxième tour | Deuxième tour |
| Candidats      | Candidats                        | Étiquette      | Voix         | %            | Voix          | %             |
| -------------- | -------------------------------- | -------------- | ------------ | ------------ | ------------- | ------------- |
|                | Christian de Villebois-Mareuil * | Lib.           | 12 730       |              |               |               |
|                |                                  |                |              |              |               |               |
| Inscrits       | Inscrits                         | Inscrits       | 20 437       |              |               |               |
| Votants        |                                  |                |              |              |               |               |
| Abstention     |                                  |                |              |              |               |               |
| Blancs et nuls | Blancs et nuls                   | Blancs et nuls | 3 281        |              |               |               |
| Exprimés       |                                  |                |              |              |               |               |

*sortant

### Arrondissement de Laval

#### 1recirconscription
| Candidats      | Candidats                | Étiquette      | Premier tour | Premier tour | Deuxième tour | Deuxième tour |
| Candidats      | Candidats                | Étiquette      | Voix         | %            | Voix          | %             |
| -------------- | ------------------------ | -------------- | ------------ | ------------ | ------------- | ------------- |
|                | Victor Boissel           | ARD            | 8 253        |              |               |               |
|                | Henri de Monti de Rezé * | Conservateur   | 7 679        |              |               |               |
|                |                          |                |              |              |               |               |
| Inscrits       | Inscrits                 | Inscrits       | 18 780       |              |               |               |
| Votants        |                          |                |              |              |               |               |
| Abstention     |                          |                |              |              |               |               |
| Blancs et nuls | Blancs et nuls           | Blancs et nuls | 3 281        |              |               |               |
| Exprimés       |                          |                |              |              |               |               |

*sortant

#### 2ecirconscription
| Candidats      | Candidats         | Étiquette      | Premier tour | Premier tour | Deuxième tour | Deuxième tour |
| Candidats      | Candidats         | Étiquette      | Voix         | %            | Voix          | %             |
| -------------- | ----------------- | -------------- | ------------ | ------------ | ------------- | ------------- |
|                | Maurice Dutreil * | Lib.           | 6 643        |              |               |               |
|                |                   |                |              |              |               |               |
| Inscrits       | Inscrits          | Inscrits       | 12 123       |              |               |               |
| Votants        |                   |                |              |              |               |               |
| Abstention     |                   |                |              |              |               |               |
| Blancs et nuls | Blancs et nuls    | Blancs et nuls | 3 025        |              |               |               |
| Exprimés       |                   |                |              |              |               |               |

*sortant

### Arrondissement de Mayenne

#### 1recirconscription
| Candidats      | Candidats         | Étiquette      | Premier tour | Premier tour | Deuxième tour | Deuxième tour |
| Candidats      | Candidats         | Étiquette      | Voix         | %            | Voix          | %             |
| -------------- | ----------------- | -------------- | ------------ | ------------ | ------------- | ------------- |
|                | Urbain de Hercé * | Conservateur   | 7 576        |              |               |               |
|                | Charles Martin    | Rad.           | 6 868        |              |               |               |
|                |                   |                |              |              |               |               |
| Inscrits       | Inscrits          | Inscrits       | 16 821       |              |               |               |
| Votants        |                   |                |              |              |               |               |
| Abstention     |                   |                |              |              |               |               |
| Blancs et nuls | Blancs et nuls    | Blancs et nuls | 181          |              |               |               |
| Exprimés       |                   |                |              |              |               |               |

*sortant

#### 2ecirconscription
| Candidats      | Candidats               | Étiquette      | Premier tour | Premier tour | Deuxième tour | Deuxième tour |
| Candidats      | Candidats               | Étiquette      | Voix         | %            | Voix          | %             |
| -------------- | ----------------------- | -------------- | ------------ | ------------ | ------------- | ------------- |
|                | Jean Chaulin-Servinière | Rad.           | 9 149        |              |               |               |
|                | Edmond Leblanc *        | Rép. Lib.      | 7 633        |              |               |               |
|                |                         |                |              |              |               |               |
| Inscrits       | Inscrits                | Inscrits       | 19 529       |              |               |               |
| Votants        |                         |                |              |              |               |               |
| Abstention     |                         |                |              |              |               |               |
| Blancs et nuls | Blancs et nuls          | Blancs et nuls | 157          |              |               |               |
| Exprimés       |                         |                |              |              |               |               |

*sortant